# Meggyeskovácsi
Meggyeskovácsi ist eine ungarische Gemeinde im Kreis Sárvár im Komitat Vas.

## Geografische Lage
Meggyeskovácsi liegt 20 Kilometer südöstlich des Komitatssitzes Szombathely und 11 Kilometer südwestlich der Kreisstadt Sárvár am linken Ufer des Flusses Rába. Nachbargemeinden sind Ikervár, Bejcgyertyános, Kám, Rum, Csempeszkopács, Pecöl und Megyehíd.

## Geschichte
Meggyeskovácsi entstand 1970 durch die Zusammenlegung der Orte Balozsameggyes und Rábakovácsi. Balozsamegyes wiederum entstand 1889 aus den Dörfern Balozsa und Megyes und trug seit 1903 den Namen Balozsameggyes.

## Söhne und Töchter der Gemeinde
- Ferenc Pavlics (1928–2024), ungarischer Ingenieur

## Sehenswürdigkeiten
- Glockenturm (Harangtorony), erbaut 1813, restauriert 1921
- Heiligensäule (Kegyoszlop)
- Kruzifix mit Pietà, erschaffen 1941 von Emil Hudetz
- Mariensäule Patrona Hungariae, erschaffen 1897
- Römisch-katholische Kirche Szent Kozma és Damján, erbaut 1730–1740
- Schloss Batthyány-Arz (Batthyány-Arz kastély)
- Schloss Bejczy (Bejczy-kastély), im Garten befindet sich die Margit-Kapelle (Margit-kápolna), erbaut um 1880

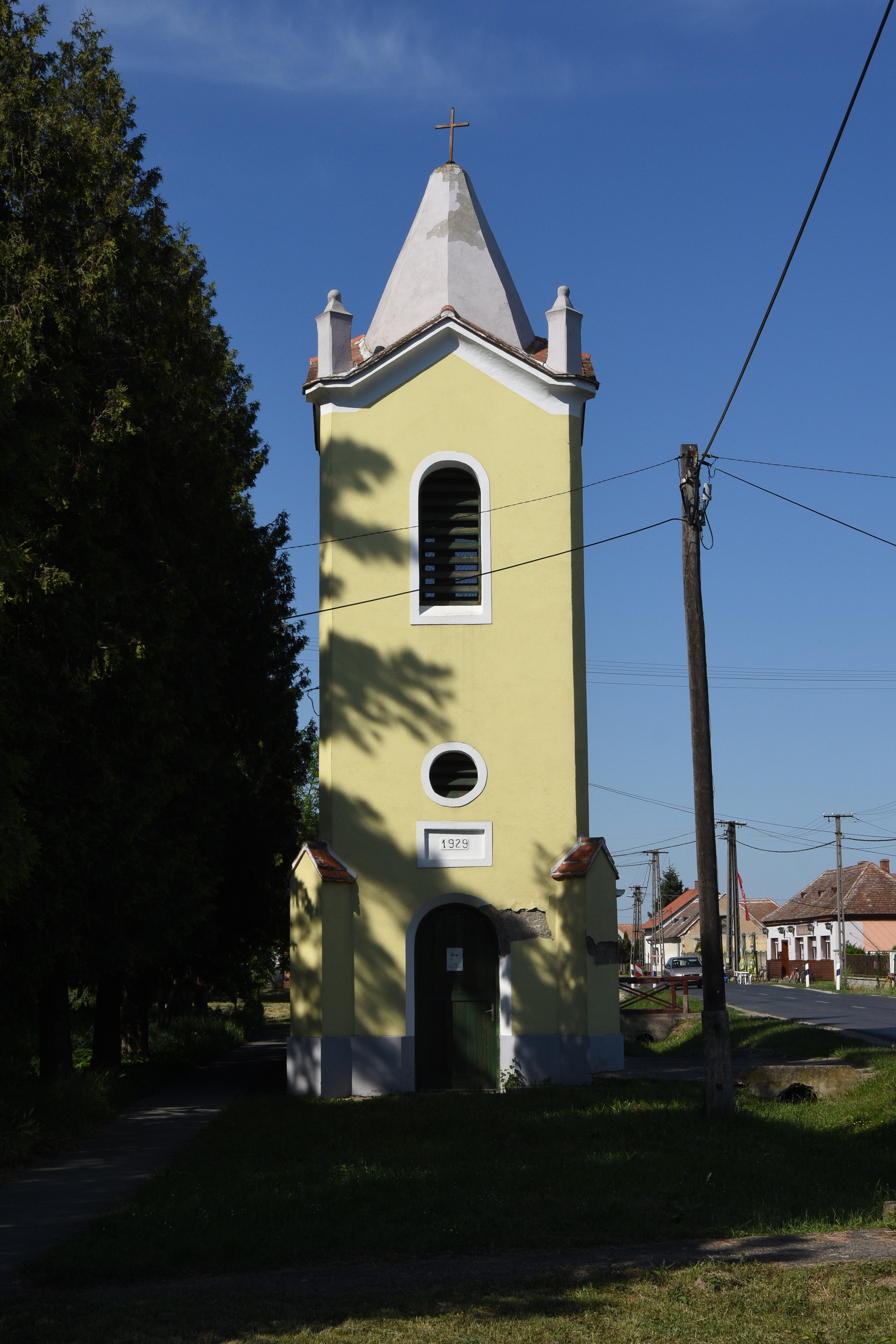
Glockenturm
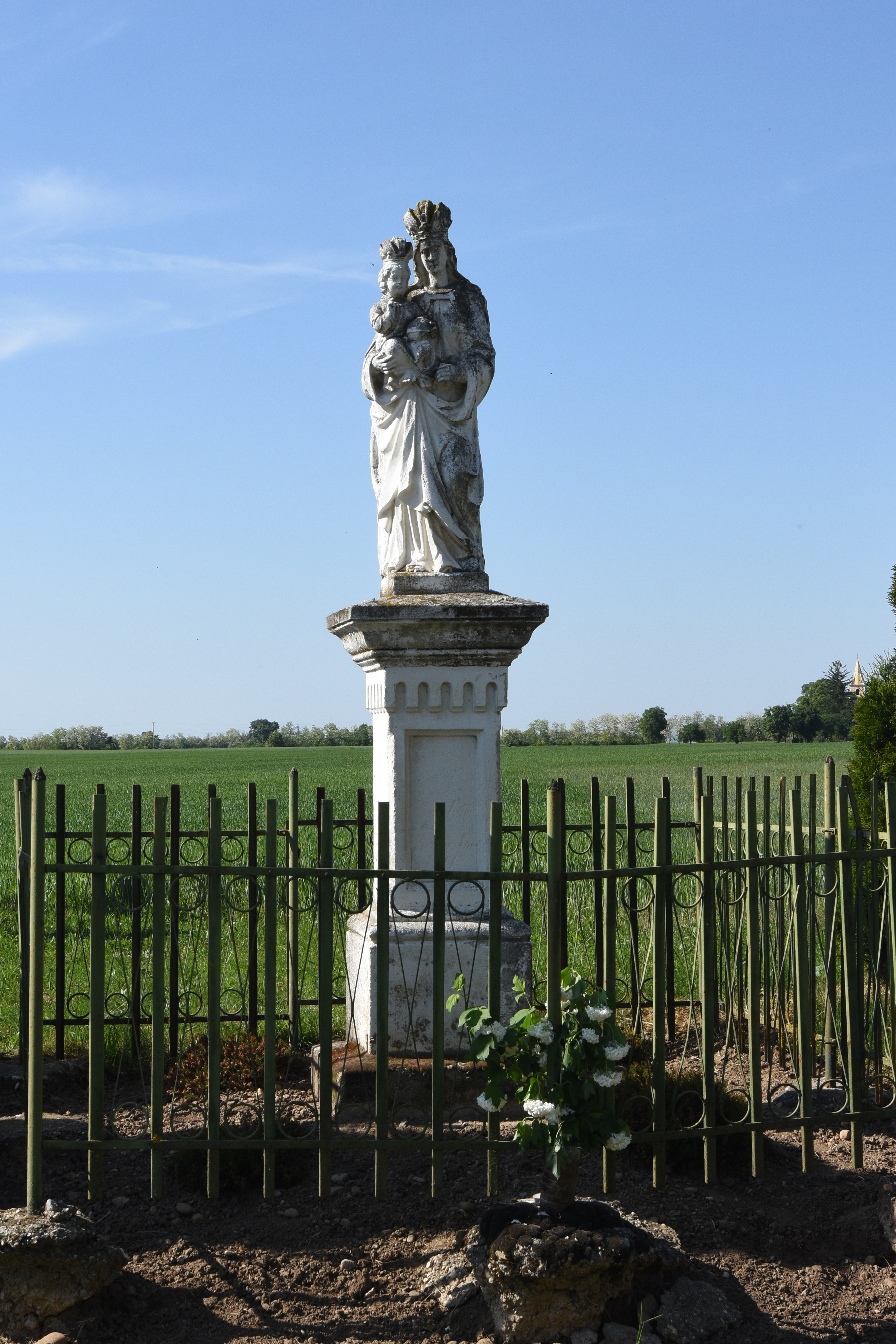
Mariensäule Patrona Hungariae
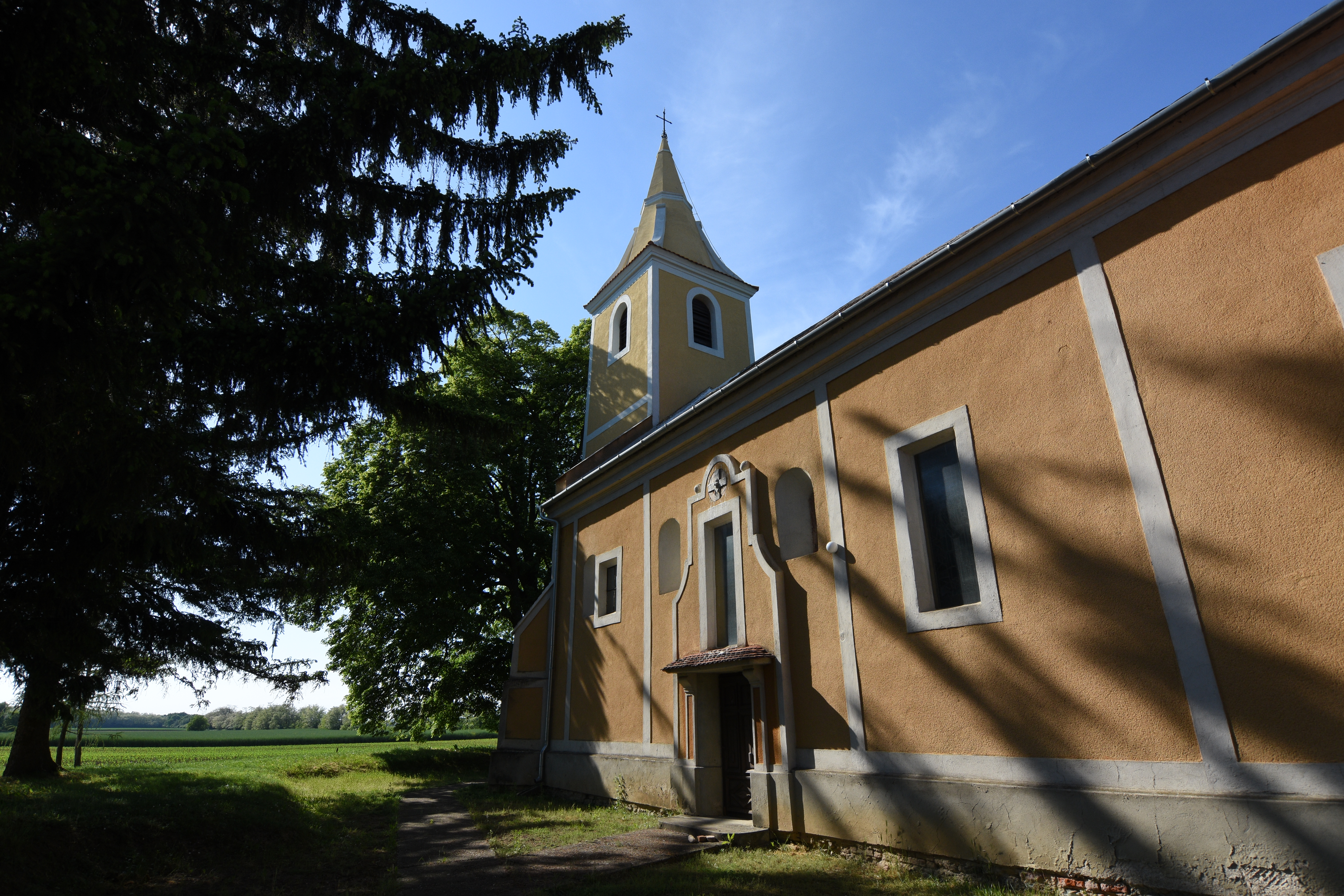
Römisch-katholische Kirche Szent Kozma és Damján

## Verkehr
Durch Meggyeskovácsi verläuft die Landstraße Nr. 8701. Es bestehen Busverbindungen nach Rum und Sárvár, wo sich der nächstgelegene Bahnhof befindet.